# I re del mondo
I re del mondo è un romanzo scritto da Don Winslow, pubblicato nel 2012 negli Stati Uniti ed edito in Italia da Einaudi nell'autunno dello stesso anno. Prequel di Le Belve, racconta la vita dei protagonisti Ben, Chon e O pochi anni prima.

## Trama
La storia, prequel di Le Belve, è un romanzo giallo-pulp corale che racconta, da una parte, il legame tra Ben, Chon e O, e il loro commercio di marijuana, dall'altra parte si concentra sulla nascita della cosiddetta "Associazione" negli anni sessanta, una cerchia di spacciatori e criminali di Orange County capitanati da Doc Halliday e John McAllister, di cui il romanzo ripercorre la storia attraverso i decenni fino al presente. La storia di padri e figli, dei giovani protagonisti alla ricerca delle proprie origini, dei loro vecchi a fare i conti col passato

## Edizioni
- Don Winslow, I re del mondo, Einaudi, 2012,  p. 360, ISBN 978-88-06-21415-9.